# Tichoreck
Tichoreck (rusky Тихорецк) je město v Krasnodarském kraji v  Ruské federaci. Při sčítání lidu v roce 2010 měl přes jednašedesát tisíc obyvatel.

## Poloha a doprava
Tichoreck leží 136 kilometrů severovýchodně od Krasnodaru, správního střediska kraje.
Město je význačným železničním uzlem v rámci sítě Severokavkazských železnic: Kříží se zde trať z Rostova na Donu do Baku s tratí z Volgogradu do Novorossijsku.

## Dějiny
V roce 1874 zde byla postavena železniční stanice pojmenovaná Tichoreck podle staršího sídla Tichoreckaja. V roce 1899 zde byla vybudována opravna parních strojů.
Od roku 1922 je Tichoreck městem.